# Île Taillefer
Pour les articles homonymes, voir Taillefer.
L'île Taillefer est une île australienne située dans l'océan Pacifique au large de la côte est de la Tasmanie et au sud de l'île Schouten. Elle a été nommée durant l'expédition Baudin en l'honneur d'Hubert Jules Taillefer, médecin qui participa à ce voyage d'exploration scientifique français parti du Havre le 19 octobre 1800.